# 林組 (ブランド)
林組（はやしぐみ）は、有限会社シグマ（兵庫県伊丹市）のアダルトゲームブランド。
有限会社ダイス（evolution）から独立したスタッフが2001年に創業。2004年よりビジュアルアーツ傘下に入り同社作品の主題歌を収録したアルバムを2枚発売したが、ゲームに関しては「ドリル少女ユイ」を最後に新作のリリースは中断されている。現在はホームページにもアクセスできなくなっている。

## 作品リスト

### アダルトゲーム
- 和姦家族
- お約束LOVE
- サディスティック妖子
- ハヤシ迷作劇場
- ぎりギリLOVE
- ふぉ～りんLOVE
- ドリル少女ユイ

### 音楽CD
- Spiral! -BEST COLLECTION 0-
- BRAVE -BEST COLLECTION 1-

## 主なスタッフ
原画
- 大泉だいさく

シナリオ
- 林保成